# Apeadero de São Romão-A
Nota: No confundir con la Estación de São Romão, también situada en la Línea del Miño.
El Apeadero de São Romão-A fue una plataforma ferroviaria de la Línea del Miño, que servía a la localidad de São Romão do Coronado, en el ayuntamiento de Trofa, en Portugal.

## Historia
Este apeadero se encuentra en el tramo de la Línea del Miño entre las Estaciones de Campanhã y Nine, que entró en servicio, junto con al Ramal de Braga, el 21 de mayo de 1875.